# Fakulta vojenského leadershipu Univerzity obrany
Fakulta vojenského leadershipu Univerzity obrany (FVL UO) je fakulta Univerzity obrany se sídlem Brně. Její základ tvoří zaniklá Vysoká vojenská škola pozemního vojska ve Vyškově.
Fakulta vzdělává budoucí důstojníky – velitele pozemních jednotek a štábní specialisty představující důležitý personál Armády České republiky ve vybraných oblastech managementu, řízení zdrojů ozbrojených sil a analýzy informací v obraně. Civilním studentům poskytuje fakulta vzdělání v bakalářském studijním programu se zaměřením na oblast integrovaného bezpečnostního managementu a veřejné správy.

## Historie
Vysoká vojenská škola pozemního vojska ve Vyškově (VVŠ PV) vznikla v roce 1972 transformací Velitelsko-organizátorské fakulty Vojenské akademie Antonína Zápotockého v Brně. Po roce 1989 se počet fakult VVŠ PV ustálil na dvou. V rámci reformy vojenského školství byly 1. září 2003 Fakulta řízení vojenských systémů a Fakulta ekonomiky obrany státu a logistiky sloučeny do jediné Fakulty ekonomiky a managementu, která se k 1. září 2004 stala součástí nově zřízené Univerzity obrany se sídlem v Brně. Ta vznikla sloučením Vojenské akademie v Brně, VVŠ PV a Vojenské lékařské akademie Jana Evangelisty Purkyně v Hradci Králové. Fakulta ekonomiky a managementu, navazující na VVŠ PV, byla přesunuta do Brna. K 1. září 2014 byl název fakulty změněn na Fakultu vojenského leadershipu.

## Struktura
Fakulta má deset kateder:
- Katedra kvantitativních metod (K-101)
- Katedra řízení zdrojů (K-102)
- Katedra leadershipu (K-104)
- Katedra teorie vojenství (K-105)
- Katedra palebné podpory (K-107)
- Katedra ženijní podpory (K-108)
- Katedra logistiky (K-109)
- Katedra vševojskové taktiky (K-110)
- Katedra zpravodajského zabezpečení (K-111)

## Výuka

### Bakalářské studium
- Bezpečnost a obrana (3letý) – civilní, nebo vojenské studium, zakončeno SZZ, dosažený titul Bc.
  - Specializace:
    - Bezpečnost a obrana[5]

### Magisterské studium
- Řízení a použití ozbrojených sil (5letý) – vojenské studium, zakončeno SZZ, dosažený titul Ing.
  - Specializace:
    - Velitel mechanizovaných a tankových jednotek[6]
    - Velitel průzkumných jednotek[7]
    - Velitel dělostřeleckých jednotek[8]
    - Velitel ženijních jednotek[9]
    - Velitel chemických jednotek[10]
    - Vojenská logistika[11]
    - Vojenská doprava[12]
    - Řízení finančních zdrojů[13]
    - Řízení lidských zdrojů[14]
    - Management informačních zdrojů[15]
    - Zpravodajské zabezpečení AČR[16]
    - Důstojník štábu vzdušných sil[17]
- Bezpečnost a obrana (2letý) – civilní a vojenské studium (navazující magisterské studium), zakončeno SZZ, dosažený titul Ing.
  - Specializace: 
    - Bezpečnost a obrana[18]

### Doktorské studium
- Teorie obrany státu – vojenské a civilní studium (4letý), zakončeno SDZ, dosažený titul Ph.D.
  - Specializace:
    - Teorie obrany státu[19]